# Objektivation
Die Objektivation bezeichnet die Vergegenständlichung, vom rein Subjektiven abgelöste Darstellung und Verwirklichung. Der Begriff hat seinen Ursprung in der Erkenntnistheorie und Philosophie.

## Philosophie
Der Begriff der Objektivation oder Vergegenständlichung stammt aus der Hegel-Marxschen Tradition und wird im Zusammenhang mit Entäußerung und Entfremdung diskutiert.
Bei Hegel ist die Objektivation die Bezeichnung für den Prozess, in dem sich das Subjekt durch Handeln „zum Dinge (macht, zur) Form, die Sein ist.“ Jede Handlung dieses Subjekts, sei es, dass es eine Bitte äußert oder etwas herstellt, macht etwas von diesem Subjekt zum Objekt, zum Teil seiner Umwelt, das als an sich seiender Gegenstand auf das Subjekt zurückwirken kann.
Bei Arthur Schopenhauer sind Objektivationen die Erscheinungen, in der sich der einheitliche Wille als Grundlage der Welt manifestiert. Er objektiviert sich in der Erscheinungswelt als Wille zum Leben. „Wie der Intellekt physiologisch sich ergiebt als die Funktion eines Organs des Leibes; so ist er metaphysisch anzusehn als ein Werk des Willens, dessen Objektivation, oder Sichtbarkeit, der ganze Leib ist. Also der Wille zu erkennen, objektiv angeschaut, ist das Gehirn; wie der Wille zu gehn, objektiv angeschaut, der Fuß ist; der Wille zu greifen, die Hand; der Wille zu verdauen, der Magen; zu zeugen, die Genitalien u.s.f. Diese ganze Objektivation ist freilich zuletzt nur für das Gehirn da, als seine Anschauung: in dieser stellt sich der Wille als organischer Leib dar. Aber sofern das Gehirn erkennt, wird es selbst nicht erkannt; sondern ist das Erkennende, das Subjekt aller Erkenntniß. Sofern es aber in der objektiven Anschauung, d. h. im Bewußtsein anderer Dinge, also sekundär, erkannt wird, gehört es, als Organ des Leibes, zur Objektivation des Willens.“
Wilhelm Dilthey beschreibt Objektivationen als das äußere Reich des Geistes. „Diese Manifestationen des Lebens, wie sie in der Außenwelt dem Verständnis sich darstellen, sind gleichsam eingebettet in den Zusammenhang der Natur. Immer umgibt uns diese große äußere Wirklichkeit des Geistes. Sie ist eine Realisierung des Geistes in der Sinnenwelt vom flüchtigen Ausdruck bis zur jahrhundertelangen Herrschaft einer Verfassung oder eines Rechtsbuchs. Jede einzelne Lebensäußerung repräsentiert im Reich dieses objektiven Geistes ein Gemeinsames. Jedes Wort, jeder Satz, jede Gebärde oder Höflichkeitsformel, jedes Kunstwerk und jede historische Tat sind nur verständlich, weil eine Gemeinsamkeit den sich in ihnen Äußernden mit dem Verstehenden verbindet; der einzelne erlebt, denkt und handelt stets in einer Sphäre von Gemeinsamkeit, und nur in einer solchen versteht er.“
Ähnlich kennzeichnet Nicolai Hartmann Objektivationen als vom Geiste geschaffene Gebilde, in denen er sich ausprägt und veranschaulicht. Er stellt sie in den Gegensatz zur „Objektion“. „Was objektiviert wird, das setzt keinerlei Sein unabhängig vom Geiste voraus. Es ist vielmehr dem lebenden Geist als das Seinige entnommen und wird erst durch die Objektivation ausgeformt und in die Unabhängigkeit von ihm herausgestellt. Objektivation ist also in gewissem Sinne das Gegenteil von Objektion. Objektivation ist Spontaneität, das Schaffen, ein In-die-Welt-Setzen. Objektion ist Erfassen, Rezeptivität, Aufnehmen, Begreifen. Sie erschöpft sich im Wahrnehmen, Erfahren. Schauen, Eindringen, Ermitteln. Ihr Gegenstand ist ihr gegeben. Sie rührt weder an sein Dasein noch an seine Geformtheit.“ „Jede Äußerung, jedes Wort, jede Geste, jedes Verhalten des Individuums ist schon Objektivation.“

## Soziologie
In „Die gesellschaftliche Konstruktion der Wirklichkeit“ stellen Peter L. Berger und Thomas Luckmann die Frage: „Wie ist es möglich, daß subjektiv gemeinter Sinn zu objektiver Faktizität wird?“ Unter Rückgriff auf die „konstruktivistischen Figur von Externalisierung, Objektivation und Internalisierung“ analysieren sie das dialektische Verhältnis von Gesellschaft und Individuum. „Gesellschaft ist ein menschliches Produkt. Gesellschaft ist eine objektive Wirklichkeit. Der Mensch ist ein gesellschaftliches Produkt.“
Sie beschreiben Objektivationen als Erzeugnisse menschlichen Handelns, die „sowohl dem Erzeuger als auch anderen Menschen als Elemente ihrer gemeinsamen Welt ‚begreiflich’ sind.“ Objektivationen haben einen dinghaften Charakter, auch wenn sie selbst als geistige Produkte nicht greifbar sind. Mit Objektivation ist hier der Prozess gemeint, wie subjektives Wissen und subjektive Erfahrungen zur gesellschaftlichen Wirklichkeit werden. Es ist die Erfahrung, durch die die Wirklichkeit der Alltagswelt als eine Ordnung erscheint, die unabhängig von subjektiven Erfahrungen ist.